# Хилькове
Хи́лькове — село в Україні, у Лебединській міській громаді Сумського району Сумської області. Населення становить 14 осіб. До 2020 орган місцевого самоврядування — Ворожбянська сільська рада.

## Географія
Село Хилькове знаходиться на одному з витоків річки Ворожба, нижче за течією на відстані 1 км розташоване село Басівщина. До села примикають невеликі лісові масиви.

## Історія
12 червня 2020 року, відповідно до Розпорядження Кабінету Міністрів України № 723-р «Про визначення адміністративних центрів та затвердження територій територіальних громад Сумської області» увійшло до складу Лебединської міської громади.
19 липня 2020 року, після ліквідації Лебединського району, село увійшло до Сумського району.